# Annielle
Annielle, egentligen Annie Kullén, född 1983 i Malmbäck, är en svensk artist som fick ett mindre genombrott sommaren 2010 med singeln "Summer Love". Annielle började sin artistiska verksamhet i Göteborg då hon samtidigt studerade vid Göteborgs universitet.

## Musiken
Annielles musik är pop med inslag av folk och country. Soundet bygger på att Annielles karaktäristiska röst är i fokus samt att den akustiska gitarren finns med som ett grundelement.

## Aktivitet
2009 släppte hon EP:n Leaving Old Town Square i samarbete med tre studenter från Musik och Ljudproduktion vid Högskolan i Skövde.
Singeln "Summer Love" släpptes i maj 2010 och deltog som en av finalisterna i tävlingen GP-scen 2010. "Summer Love" blev även utmanare till svensktoppen i juli och signades i september till musikförlaget Mars Music, som drivs av förlagsveteranen Lars Wiggman.
December 2010 släpptes andra singeln "Signs and Voices" med hjälp av förlaget Mars Music. "Signs and Voices" tog sig in på ett par av P4:s lokala topplistor.
Juni 2011 vann Annielle Svensktoppen Nästa Stockholm P4 med låten "I Move Again", skriven och producerad av Mikael Kullén. Annielle tog hem majoriteten av jurymedlemmarnas röster och kunde stolt framföra segerlåten i finalen som hölls på radio huset Stockholm i studio 4.
Mars 2012 deltog Annielle i P4 Jönköping och Karlmars Alternativa Melodifestival. Hon gjorde en egen tolkning av låten 1000 Miles. Skriven av Niklas Jarl och David Stenmarck. Originalet framfördes av rockbandet H.E.A.T. i melodifestivalen 2009. Annielle gjorde en naken version i sättningen akustisk gitarr, kontrabas, cajun elgitarr och melodika som tog henne segrande ur tävlingen. Annielle hyllades senare i P4 Kalmar av låtskrivaren Niklas Jarl för sitt framförande.